# Tandan Sari
Tandan Sari is een bestuurslaag in het regentschap Kampar van de provincie Riau, Indonesië. Tandan Sari telt 1150 inwoners (volkstelling 2010).